# Algieria na Letnich Igrzyskach Olimpijskich 2020
Algieria na Letnich Igrzyskach Olimpijskich 2020 – występ kadry sportowców reprezentujących Algierię na igrzyskach olimpijskich, które odbyły się w Tokio w Japonii, w dniach 23 lipca - 8 sierpnia 2021 roku.
Reprezentacja Algierii liczyła czterdziestu jeden zawodników - dwudziestu ośmiu mężczyzn i trzynaście kobiet, którzy wystąpili w 14 dyscyplinach.
Był to czternasty start tego kraju na letnich igrzyskach olimpijskich.

## Reprezentanci

### Boks
Mężczyźni
| Zawodnik             | Konkurencja      | 1/16             | 1/8                   | Ćwierćfinał      | Półfinał         | Finał            | Finał   |
| Zawodnik             | Konkurencja      | Przeciwnik Wynik | Przeciwnik Wynik      | Przeciwnik Wynik | Przeciwnik Wynik | Przeciwnik Wynik | Miejsce |
| -------------------- | ---------------- | ---------------- | --------------------- | ---------------- | ---------------- | ---------------- | ------- |
| Mohamed Flissi       | waga musza       | BYE              | Paalam P 0–5          | NQ               | NQ               | NQ               | NQ      |
| Younes Nemouchi      | waga półśrednia  | Ssemujju W 5–0   | Marcial P RSC–I       | NQ               | NQ               | NQ               | NQ      |
| Mohammed Houmri      | waga półciężka   | Korbaj W 3–2     | López P 0–5           | NQ               | NQ               | NQ               | NQ      |
| Abdelhafid Benchabla | waga ciężka      | Tursunov W 4–1   | Gadżimagomiedow P 0–5 | NQ               | NQ               | NQ               | NQ      |
| Chouaib Bouloudinat  | waga superciężka | BYE              | Torrez P 0–5          | NQ               | NQ               | NQ               | NQ      |

Kobiety
| Zawodniczka      | Konkurencja     | 1/16             | 1/8              | Ćwierćfinał      | Półfinał         | Finał            | Finał   |
| Zawodniczka      | Konkurencja     | Przeciwnik Wynik | Przeciwnik Wynik | Przeciwnik Wynik | Przeciwnik Wynik | Przeciwnik Wynik | Miejsce |
| ---------------- | --------------- | ---------------- | ---------------- | ---------------- | ---------------- | ---------------- | ------- |
| Roumaysa Boualam | waga musza      | Jitpong P 0–5    | NQ               | NQ               | NQ               | NQ               | NQ      |
| Imane Khelif     | waga lekka      | BYE              | Homrani W 5–0    | Harrington P 0–5 | NQ               | NQ               | NQ      |
| Ichrak Chaib     | waga półśrednia | N/A              | Rani P 0–5       | NQ               | NQ               | NQ               | NQ      |

### Judo
Mężczyźni
| Zawodnik      | Konkurencja | 1/32             | 1/16             | 1/8              | Ćwierćfinał      | Półfinał         | Repasaż          | Finał/BM         | Finał/BM |
| Zawodnik      | Konkurencja | Przeciwnik Wynik | Przeciwnik Wynik | Przeciwnik Wynik | Przeciwnik Wynik | Przeciwnik Wynik | Przeciwnik Wynik | Przeciwnik Wynik | Miejsce  |
| ------------- | ----------- | ---------------- | ---------------- | ---------------- | ---------------- | ---------------- | ---------------- | ---------------- | -------- |
| Fethi Nourine | do 73 kg    | Abdalarasool DNS | NQ               | NQ               | NQ               | NQ               | NQ               | NQ               | NQ       |

Kobiety
| Zawodnik      | Konkurencja | 1/16             | 1/8              | Ćwierćfinał      | Półfinał         | Repasaż          | Finał/BM         | Finał/BM |
| Zawodnik      | Konkurencja | Przeciwnik Wynik | Przeciwnik Wynik | Przeciwnik Wynik | Przeciwnik Wynik | Przeciwnik Wynik | Przeciwnik Wynik | Miejsce  |
| ------------- | ----------- | ---------------- | ---------------- | ---------------- | ---------------- | ---------------- | ---------------- | -------- |
| Sonia Asselah | ponad 78 kg | Kalanina P 0–10  | NQ               | NQ               | NQ               | NQ               | NQ               | NQ       |

### Kajakarstwo klasyczne
| Zawodnik      | Konkurencja      | Eliminacje | Eliminacje | Ćwierćfinał | Ćwierćfinał | Półfinał | Półfinał | Finał | Finał   | Pozycja |
| Zawodnik      | Konkurencja      | Czas       | Miejsce    | Czas        | Miejsce     | Czas     | Miejsce  | Czas  | Miejsce | Pozycja |
| ------------- | ---------------- | ---------- | ---------- | ----------- | ----------- | -------- | -------- | ----- | ------- | ------- |
| Amira Kherris | K-1 200 m kobiet | 48,306     | 7. Q (QF)  | 49,412      | 8.          | NQ       | NQ       | NQ    | NQ      | NQ      |
| Amira Kherris | K-1 500 m kobiet | 2:13,626   | 7. Q (QF)  | 2:07,548    | 6.          | NQ       | NQ       | NQ    | NQ      | NQ      |

### Karate
Kumite
| Zawodnik     | Konkurencja          | Faza grupowa     | Faza grupowa     | Faza grupowa     | Faza grupowa     | Faza grupowa | Półfinał         | Finał            | Finał   |
| Zawodnik     | Konkurencja          | Przeciwnik Wynik | Przeciwnik Wynik | Przeciwnik Wynik | Przeciwnik Wynik | Miejsce      | Przeciwnik Wynik | Przeciwnik Wynik | Miejsce |
| ------------ | -------------------- | ---------------- | ---------------- | ---------------- | ---------------- | ------------ | ---------------- | ---------------- | ------- |
| Lamya Matoub | powyżej 61 kg kobiet | Quirici P 1–2    | Abbasali P 0–4   | Li P 0–4         | Abdelaziz R 0–0  | 5.           | NQ               | NQ               | 9.      |

### Kolarstwo szosowe
| Zawodnik       | Konkurencja                         | Finał      | Finał   |
| Zawodnik       | Konkurencja                         | Czas       | Miejsce |
| -------------- | ----------------------------------- | ---------- | ------- |
| Azzedine Lagab | jazda indywidualna na czas mężczyzn | 1:05:21,53 | 36.     |
| Azzedine Lagab | wyścig ze startu wspólnego mężczyzn | DNF        | DNF     |
| Hamza Mansouri | wyścig ze startu wspólnego mężczyzn | DNF        | DNF     |

### Lekkoatletyka
Mężczyźni
Konkurencje biegowe
| Zawodnik            | Konkurencja                   | Eliminacje | Eliminacje | Półfinał | Półfinał | Finał | Finał   |
| Zawodnik            | Konkurencja                   | Czas       | Miejsce    | Czas     | Miejsce  | Czas  | Miejsce |
| ------------------- | ----------------------------- | ---------- | ---------- | -------- | -------- | ----- | ------- |
| Abdelmalik Lahoulou | Bieg na 400 m ppł             | 48,83 (SB) | 9. Q       | 49,14    | 18.      | NQ    | NQ      |
| Yassine Hethat      | Bieg na 800 m                 | 1:46,20    | 28.        | NQ       | NQ       | NQ    | NQ      |
| Hicham Bouchicha    | Bieg na 3000 m z przeszkodami | 8:44,75    | 41.        | NA       | NA       | NQ    | NQ      |

Konkurencje techniczne
| Zawodnik     | Konkurencja | Eliminacje | Eliminacje | Finał     | Finał   |
| Zawodnik     | Konkurencja | Odległość  | Miejsce    | Odległość | Miejsce |
| ------------ | ----------- | ---------- | ---------- | --------- | ------- |
| Yasser Triki | Trójskok    | 17,05      | 5. Q       | 17,43     | 5.      |

Kobiety
| Zawodnik        | Konkurencja       | Eliminacje | Eliminacje | Półfinał | Półfinał | Finał | Finał   |
| Zawodnik        | Konkurencja       | Czas       | Miejsce    | Czas     | Miejsce  | Czas  | Miejsce |
| --------------- | ----------------- | ---------- | ---------- | -------- | -------- | ----- | ------- |
| Loubna Benhadja | Bieg na 400 m ppł | 57,19 (PB) | 34.        | NQ       | NQ       | NQ    | NQ      |

### Pływanie
Mężczyźni
| Zawodnik         | Konkurencja        | Eliminacje | Eliminacje | Półfinał | Półfinał | Finał | Finał   |
| Zawodnik         | Konkurencja        | Czas       | Miejsce    | Czas     | Miejsce  | Czas  | Miejsce |
| ---------------- | ------------------ | ---------- | ---------- | -------- | -------- | ----- | ------- |
| Oussama Sahnoune | 50 m st. dowolnym  | 22,61      | 37.        | NQ       | NQ       | NQ    | NQ      |
| Oussama Sahnoune | 100 m st. dowolnym | 49,65      | 37.        | NQ       | NQ       | NQ    | NQ      |

Kobiety
| Zawodnik        | Konkurencja               | Eliminacje | Eliminacje | Półfinał | Półfinał | Finał     | Finał   |
| Zawodnik        | Konkurencja               | Czas       | Miejsce    | Czas     | Miejsce  | Czas      | Miejsce |
| --------------- | ------------------------- | ---------- | ---------- | -------- | -------- | --------- | ------- |
| Amel Melih      | 50 m st. dowolnym         | 25,77      | 35.        | NQ       | NQ       | NQ        | NQ      |
| Amel Melih      | 100 m st. dowolnym        | 56,65      | 39.        | NQ       | NQ       | NQ        | NQ      |
| Souad Cherouati | 10 km na otwartym akwenie | N/A        | N/A        | N/A      | N/A      | 2:17:21,6 | 25.     |

### Podnoszenie ciężarów
| Zawodnik     | Konkurencja       | Rwanie   | Rwanie  | Podrzut  | Podrzut | Suma | Pozycja |
| Zawodnik     | Konkurencja       | Rezultat | Miejsce | Rezultat | Miejsce | Suma | Pozycja |
| ------------ | ----------------- | -------- | ------- | -------- | ------- | ---- | ------- |
| Walid Bidani | + 109 kg mężczyzn | DNS      | DNS     | DNS      | DNS     | DNS  | DNS     |

### Strzelectwo
| Zawodnik     | Konkurencja                    | Kwalifikacje | Kwalifikacje | Finał  | Finał   |
| Zawodnik     | Konkurencja                    | Punkty       | Miejsce      | Punkty | Miejsce |
| ------------ | ------------------------------ | ------------ | ------------ | ------ | ------- |
| Houda Chaabi | karabin pneumatyczny, 10 m (k) | 619,5        | 39.          | NQ     | NQ      |

### Szermierka
Mężczyźni
| Zawodnik      | Konkurencja          | 1/32             | 1/16             | 1/8              | Ćwierćfinał      | Półfinał         | Finał/BM         | Finał/BM |
| Zawodnik      | Konkurencja          | Przeciwnik Wynik | Przeciwnik Wynik | Przeciwnik Wynik | Przeciwnik Wynik | Przeciwnik Wynik | Przeciwnik Wynik | Miejsce  |
| ------------- | -------------------- | ---------------- | ---------------- | ---------------- | ---------------- | ---------------- | ---------------- | -------- |
| Salim Heroui  | floret indywidualnie | Mylnikow P 6–15  | NQ               | NQ               | NQ               | NQ               | NQ               | NQ       |
| Akram Bounabi | szabla indywidualnie | Streets P 1–2    | NQ               | NQ               | NQ               | NQ               | NQ               | NQ       |

Kobiety
| Zawodniczka               | Konkurencja          | 1/32             | 1/16             | 1/8              | Ćwierćfinał      | Półfinał         | Finał/BM         | Finał/BM |
| Zawodniczka               | Konkurencja          | Przeciwnik Wynik | Przeciwnik Wynik | Przeciwnik Wynik | Przeciwnik Wynik | Przeciwnik Wynik | Przeciwnik Wynik | Miejsce  |
| ------------------------- | -------------------- | ---------------- | ---------------- | ---------------- | ---------------- | ---------------- | ---------------- | -------- |
| Meriem Mebarki            | floret indywidualnie | Pásztor P 8–15   | NQ               | NQ               | NQ               | NQ               | NQ               | NQ       |
| Kaouther Mohamed Belkebir | szabla indywidualnie | Yang P 1–15      | NQ               | NQ               | NQ               | NQ               | NQ               | NQ       |

### Tenis stołowy
| Zawodnik      | Konkurencja     | Eliminacje       | 1/16             | 1/8              | Ćwierćfinał      | Półfinał         | Finał/BM         | Finał/BM |
| Zawodnik      | Konkurencja     | Przeciwnik Wynik | Przeciwnik Wynik | Przeciwnik Wynik | Przeciwnik Wynik | Przeciwnik Wynik | Przeciwnik Wynik | Miejsce  |
| ------------- | --------------- | ---------------- | ---------------- | ---------------- | ---------------- | ---------------- | ---------------- | -------- |
| Larbi Bouriah | singel mężczyzn | Majoros P 0–4    | NQ               | NQ               | NQ               | NQ               | NQ               | NQ       |

### Wioślarstwo
Mężczyźni
| Zawodnik                        | Konkurencja | Eliminacje | Eliminacje | Repasaż | Repasaż  | Półfinały A/B | Półfinały A/B | Finał C/D | Finał C/D | Finał A/B | Finał A/B | Pozycja |
| Zawodnik                        | Konkurencja | Czas       | M.         | Czas    | M.       | Czas          | M.            | Czas      | M.        | Czas      | M.        | Pozycja |
| ------------------------------- | ----------- | ---------- | ---------- | ------- | -------- | ------------- | ------------- | --------- | --------- | --------- | --------- | ------- |
| Sid Ali Boudina Kamel Ait Daoud | LM2x        | 6:57,32    | 23. (R)    | 7:12,08 | 11. (FC) | NQ            | NQ            | 6:41,62   | 17.       | NQ        | NQ        | 17.     |

### Zapasy
Mężczyźni
Styl wolny
| Zawodnik              | Konkurencja | 1/8              | Ćwierćfinał      | Półfinał         | Repasaż          | Finał/BM         | Finał/BM |
| Zawodnik              | Konkurencja | Przeciwnik Wynik | Przeciwnik Wynik | Przeciwnik Wynik | Przeciwnik Wynik | Przeciwnik Wynik | Miejsce  |
| --------------------- | ----------- | ---------------- | ---------------- | ---------------- | ---------------- | ---------------- | -------- |
| Abdelhak Kherbache    | do 57 kg    | Wangełow P 0–4   | NQ               | NQ               | NQ               | NQ               | NQ       |
| Fatih Bin Faradżallah | do 86 kg    | Reichmuth P 1–3  | NQ               | NQ               | NQ               | NQ               | NQ       |
| Mohammed Fardj        | do 97 kg    | Jergali P 0–5    | NQ               | NQ               | NQ               | NQ               | NQ       |
| Djahid Berrahal       | do 125 kg   | Shala P 0–5      | NQ               | NQ               | NQ               | NQ               | NQ       |

Styl klasyczny
| Zawodnik           | Konkurencja | 1/8              | Ćwierćfinał      | Półfinał         | Repasaż            | Finał/BM         | Finał/BM |
| Zawodnik           | Konkurencja | Przeciwnik Wynik | Przeciwnik Wynik | Przeciwnik Wynik | Przeciwnik Wynik   | Przeciwnik Wynik | Miejsce  |
| ------------------ | ----------- | ---------------- | ---------------- | ---------------- | ------------------ | ---------------- | -------- |
| Abdelkarim Fergat  | do 60 kg    | Funita P 0–8     | NQ               | NQ               | Walihan P 1–6      | NQ               | NQ       |
| Abdelmalek Merabet | do 67 kg    | Ryu P 0–8        | NQ               | NQ               | NQ                 | NQ               | NQ       |
| Bachir Sid Azara   | do 87 kg    | Peng W 11–1      | Bełeniuk P 1–1   | NQ               | Datunaszwili P 1–5 | NQ               | NQ       |
| Adem Boudjemline   | do 97 kg    | Saravi P 0–9     | NQ               | NQ               | NQ                 | NQ               | NQ       |

### Żeglarstwo
Mężczyźni
| Zawodnik     | Konkurencja | Wyścig | Wyścig | Wyścig | Wyścig | Wyścig | Wyścig | Wyścig | Wyścig | Wyścig | Wyścig | Wyścig | Wyścig | Wyścig | Punkty | Finałowa pozycja |
| Zawodnik     | Konkurencja | 1      | 2      | 3      | 4      | 5      | 6      | 7      | 8      | 9      | 10     | 11     | 12     | M      | Punkty | Finałowa pozycja |
| ------------ | ----------- | ------ | ------ | ------ | ------ | ------ | ------ | ------ | ------ | ------ | ------ | ------ | ------ | ------ | ------ | ---------------- |
| Hamza Bouras | RS:X        | 21     | 23     | 24     | 25     | 26 DNF | 18     | 25     | 24     | 25     | 25     | 25     | 25     | NQ     | 260    | 25.              |

Kobiety
| Zawodnik       | Konkurencja | Wyścig | Wyścig | Wyścig | Wyścig | Wyścig | Wyścig | Wyścig | Wyścig | Wyścig | Wyścig | Wyścig | Wyścig | Wyścig | Punkty | Finałowa pozycja |
| Zawodnik       | Konkurencja | 1      | 2      | 3      | 4      | 5      | 6      | 7      | 8      | 9      | 10     | 11     | 12     | M      | Punkty | Finałowa pozycja |
| -------------- | ----------- | ------ | ------ | ------ | ------ | ------ | ------ | ------ | ------ | ------ | ------ | ------ | ------ | ------ | ------ | ---------------- |
| Amina Berrichi | RS:X        | 23     | 26     | 24     | 28 DNF | 28 DNF | 26     | 27     | 27     | 28 DNF | 27     | 26     | 27     | NQ     | 289    | 27.              |